# Bjarni Thorarensen
Bjarni Vigfússon Thorarensen (født 30. december 1786 i Brautarholti, Kjosar Syssel, død 24. august 1841 på Möðruvöllum) var en islandsk amtmand og digter, far til Bogi Thorarensen.

## Uddannelse og karriere
Han var søn af sysselmand Vigfus Thorarinsson og Steinunn Bjarnadóttir. Han blev privat dimitteret student 1802 og tog til Københavns Universitet i 1803, hvor han tog juridisk eksamen 1806. Foruden jura gav han sig også af med æstetik og poesi, og han blev levende påvirket af den nye, ved Adam Oehlenschläger frembrydende romantik, hvad hans digte i høj grad vidner om. Efter at have været kancellist vendte han hjem til sin fødeø og blev her først ekstraordinær assessor ved Landsoverretten i 1811 og i 1817 assessor ved samme ret til 1833, dog med toårig afbrydelse, idet han overtog et sysselmandsembede 1820-22. 10. august 1833 blev han amtmand over Nord- og Østamtet, og den stilling beklædte han til sin død. Han vikarierede 1814-15 og 1817-19 som stiftamtmand over Island og amtmand over Sønderamtet. 1829 blev han virkelig justitsråd og 10. juni 1841 Ridder af Dannebrog.
Han var en overordentlig begavet mand, en fyrig og kraftig natur. Han var stærkt interesseret for almenvel og offentlige anliggender. Således var han hovedmanden i "Fjeldvejeforeningen", hvis virksomhed bestod i at rydde og tydeliggøre vanskelige fjeldveje. I 1839 og 1841 var han medlem af en "Kommission af islandske Embedsmænd« for at rådslå om landets anliggender, som han af alle kræfter støttede. Thorarensen, der var en djærv og ligefrem natur, kom flere gange i konflikt med andre autoriteter.

## Digteren
Sin største betydning har han dog som digter, uagtet hans produktion som helhed blev af ringe omfang. Han digtede kun, når ånden kom over ham. Han udmærkede sig særlig ved ideernes rigdom og tankens dybde, sublime flugt og inderlighed i følelsen. Han anvendte dristige og kraftige billeder og var temmelig stærkt påvirket af Eddadigtenes simple højhed. Særlig berømte er hans fædrelandssange — sit fædreland elskede han over alt andet — og arvekvad (kvad over afdøde), i hvilke han med kraftige og træffende ord skildrede den afdødes mest karakteristiske egenskaber og væsen. Også hans elskovsdigte af den mest romantiske art og ikke uden imponerende højhed er berømte. Hans form var undertiden noget stiv og den sproglige behandling ikke ganske uden fejl.
Han ægtede den 15. september 1820 Hildur Bogadóttir Benediktsson (4. juni 1799 i Arnarbakki - 11.
november 1882), datter af bonde og student Bogi Benediktsson og Jarthrudur Jónsdóttir.